# Alois Stenzl
Alois Stenzl (18. listopadu 1882 Staré Město – 21. prosince 1942 Moravská Třebová) byl československý politik německé národnosti a meziválečný poslanec Národního shromáždění za Německou živnostenskou stranu.

## Biografie
V roce 1920 se dostal do vedení živnostenské strany. Jako jeden z jejích zakladatelů vedl zemskou organizaci na Moravě, od srpna 1920 pak byl předsedou celostátního výboru strany.
Po parlamentních volbách v roce 1920 získal poslanecké křeslo v Národním shromáždění. Mandát ovšem nabyl až dodatečně v roce 1923 jako náhradník poté, co byl zbaven svého křesla poslanec Alois Baeran. Do sněmovny nastoupil za německé živnostníky, kteří kandidovali v koalici s Německou nacionální stranou. Vytvořil později společně s poslancem Wilhelmem Medingerem, který odešel z Německé nacionální strany, nový poslanecký klub nazvaný Klub der fraktionslosen deutschen Abgeordneten. Mandát obhájil za německé živnostníky v parlamentních volbách v roce 1925 i parlamentních volbách v roce 1929. Německá živnostenská strana ve volbách v roce 1925 kandidovala společně s Německým svazem zemědělců, ve volbách roku 1929 utvořila alianci s Německou křesťansko sociální stranou lidovou.
Podle údajů k roku 1930 byl profesí majitel mlýna a předseda zemského svazu společenství mlynářů na Moravě v Moravské Třebové. V polovině 30. let 20. století přijal kritičtější pohled na Československo. V říjnu 1933 jednal Stenzl s Konradem Henleinem a dohodli se, že nově zakládaná Henleinova formace (pozdější Sudetoněmecká strana) nebude vyvíjet politickou agitaci mezi německými živnostníky a rolníky. V květnu 1934 Henlein živnostenské straně nabídl sloučení, což ovšem Stenzl odmítl, ale již stranický sjezd o měsíc později se vyslovil pro spolupráci s SdP. Do parlamentních voleb v roce 1935 šli nicméně němečtí živnostníci ještě samostatně. Teprve v březnu 1938 Alois Stenzl a jeho strana fúzovali se Sudetoněmeckou stranou.